# بربيت أصفر الحنجرة
بربيت أصفر الحنجرة (الاسم العلمي:Pogoniulus subsulphureus) (بالإنجليزية: Yellow-throated Tinkerbird)‏ هو نوع من الطيور يتبع جنس البربيت الصفاح من الفصيلة البربيتية.